# 托宾·马克斯
托宾·杰伊·马克斯（1944年11月25日—）是美国化学家。他在金属有机化学、高分子化学、配位化学、太阳电池、非线性光学和有机电子学等领域都有很高的造诣。他也是催化领域的权威，目前的研究课题包括多相催化、分子基光子材料、超导现象和有机金属气相沉积等。

## 经历
1966年，他毕业于马里兰大学，获得了化学學士学位，1970年获得麻省理工学院化学博士学位。毕业之后，他开始在伊利诺伊州的西北大学担任化学助理教授，1978年升格为正教授。1987年，他开始担任西北大学材料科学与工程教授；2017年开始担任化学与生物工程教授。
截至2017年，马克斯教授已在国际著名期刊上发表论文1255篇。所发表论文被引87,900余次，H指数达到了150。

## 科研团队
马克斯研究团队（Marks group）：
- A-团队：有机金属/催化剂
- B-团队：分子光子学研究
- C-团队：透明氧化物薄膜沉积
- D-团队：分子电子学研究

## 奖项与荣誉

### 荣誉称号
- 2015年：中国化学会荣誉会士[6]
- 2012年：美国工程院院士[7]
- 2008年：印度化学研究学会荣誉会员
- 2005年：利奥波第那科学院院士[8]
- 2005年：英国皇家化学学会会员
- 1993年：美国国家科学院院士[9]
- 1993年：美国文理科学院院士
- 1989年–1990年：古根海姆学者

### 荣誉博士
托宾·马克斯被授予的部分名誉学位如下：
- 2011年：香港科技大学荣誉博士[10]
- 2011年：南卡罗莱纳大学荣誉博士
- 2012年：俄亥俄州立大学荣誉博士
- 2016年：慕尼黑工业大学荣誉博士[11]

### 奖项
以下仅列出部分奖项：
- 2017年：以色列理工学院哈维奖
- 2017年：普里斯特利奖章[12]
- 2015年：英国皇家化学学会材料工业-德里克·伯切尔奖（英语：Materials for Industry - Derek Birchall Award）[13]
- 2008年：阿斯图里亚斯亲王奖[3]
- 2005年：美国国家科学奖章[14]
- 2005年：马里兰大学校友名人堂
- 2000年：美国化学学会弗兰克·阿尔伯特·科顿奖
- 1997年：英国皇家化学学会百年纪念奖[15]
- 1994年：美国化学学会无机化学奖
- 1989年：美国化学学会有机金属化学奖
- 1984年：葡萄牙化学学会索布拉尔奖章
- 1978年：美國聯合碳化物公司科技创新奖

## 与中国的交流
- 2014年4月9日，中国科学院化学研究所学术讲座。[16]
- 2016年7月1日，中国科学院大连化学物理研究所学术讲座。[17]
- 2016年11月12日，担任在宁波召开的“第二届有机光电材料与器件国际会议”共同主席。[18]
- 2018年12月6日，担任“第三届有机光电材料与器件国际会议”共同主席。[19]